# Własowa Słoboda
Własowa Słoboda (ros. Власова Слобода) – wieś (ros. деревня, trb. dieriewnia) w zachodniej Rosji, w osiedlu wiejskim Katynskoje rejonu smoleńskiego w obwodzie smoleńskim.

## Geografia
Miejscowość położona jest nad Dnieprem, 7,5 km na południe od drogi magistralnej M1 «Białoruś», 12 km od centrum administracyjnego osiedla wiejskiego (Katyń), 33 km na zachód od Smoleńska.

## Demografia
W 2010 r. miejscowość liczyła sobie 6 mieszkańców.